# Xocoatl
Xocoatl of Chocolatl was een drank op basis van cacaobonen die de Azteken dronken.  Deze drank werd vaak op smaak gebracht met vanille, chilipeper en piment.
Toen Christoffel Columbus in het begin van de 16e eeuw de kust van Midden-Amerika verkende, ontdekte hij dat de inheemse bevolking als ruilmiddel de zaden van de cacaoboom gebruikte.  Jaren later kreeg de Spaanse veroveraar Hernán Cortés van een Azteekse vorst een schuimende, lichtjes benevelende drank aangeboden waarin dezelfde zaden verwerkt waren. De drank werd onder andere genuttigd aan het hof van keizer Motecuhzoma II. Deze drank werd in het Nahuatl xocoatl genoemd. De Spaanse kolonisten en missionarisen die zich in Amerika hadden gevestigd, maakten er chocolate van. In het Nederlands werd het later chocolade.
Een Spaanse jezuïtische missionaris, José de Acosta, die in Peru en Mexico woonde aan het eind van de 16e eeuw, schreef al over het feit dat xocoatl vermoeidheid tegenging. Dit werd veroorzaakt door de cafeïne die in cacaobonen aanwezig is.
Halverwege de 17e eeuw deed de chocola zijn intrede in West-Europa, aanvankelijk als drank, later ook in vaste vorm.